# Watcombe
Watcombe – osada w Anglii, w Devon, w dystrykcie (unitary authority) Torbay. W 2011 miejscowość liczyła 7178 mieszkańców.